# Barry Gibb
Sir Barry Alan Crompton Gibb (Douglas, 1º settembre 1946) è un cantante, compositore, produttore discografico e musicista britannico, fondatore dei Bee Gees assieme ai suoi fratelli Robin e Maurice, e unico membro del gruppo ancora vivente.

## Biografia

### Infanzia
Nato a Douglas sull' Isola di Man, è  cresciuto a Chorlton-cum-Hardy, Manchester. Nel 1958 dopo la nascita  del fratello Andy la  famiglia si trasferì a Redcliffe, Australia.

### Carriera
Fu proprio in Australia che Barry e i suoi fratelli, i gemelli Robin e Maurice, formarono i Bee Gees, considerati uno dei più importanti gruppi pop di tutti i tempi. Durante la loro carriera, che ha abbracciato cinque decenni, hanno venduto più di 200 milioni di dischi. Nel 1978 divenne l'unico cantautore ad avere 4 canzoni al numero 1 negli USA, oltre a 5 canzoni in top 10 infrangendo il record del 1964 di John Lennon e Paul McCartney
The Barry Gibb Talk Show è stato una popolare parte dello spettacolo statunitense Saturday Night Live, con Jimmy Fallon nel ruolo di Barry e Justin Timberlake in quello di suo fratello Robin.
Robin e Barry ricevettero entrambi la laurea honoris causa in musica dall'Università di Manchester nel maggio 2004.
Fu insignito con il titolo di Commander of The British Empire (Commendatore dell'Impero Britannico) dal principe Carlo a Buckingham Palace nel 2005.
Nel 2006 ha acquistato nel Tennessee la casa che fu un tempo di proprietà del cantante country Johnny Cash e di sua moglie June Carter Cash.
Nel 2011, nel secondo anniversario della morte di Michael Jackson, suo grandissimo amico (nonché padrino di suo figlio Michael), ha pubblicato il brano All in Your Name nel quale duetta con il Re del Pop, inciso nel 2002 ma mai pubblicato. Nel mese di settembre 2013 è partito il suo Mithology Tour, una serie di concerti in Gran Bretagna e Irlanda in onore dei fratelli Andy, Maurice e Robin che ha fatto registrare sold-out in tutte le date previste. Per l'occasione insieme a Barry si sono esibiti Stephen Gibb (suo primogenito) e Samantha Gibb (figlia di Maurice). Nel 2014 il Mithology Tour è proseguito negli Stati Uniti d'America, a Boston, Philadelphia, Chicago e Los Angeles.
Il 7 ottobre del 2016 ha pubblicato  l'album  In the Now.
Nel gennaio 2021 pubblica il suo terzo album solista, Greenfields, con il  quale ha raggiunto la prima posizione in  Gran Bretagna.

### Vita privata
Gibb è  stato sposato due volte, il primo matrimonio con Maureen Bates, dal 1966 al 1970, il secondo con Linda Ann Grey, ex modella e Miss Edinburgh Scozia  dal 1° Settembre del 1970 ( giorno del suo 24° compleanno). I due hanno cinque figli: Steve, Ashley, Travis, Michael, Alexandra.

## Discografia

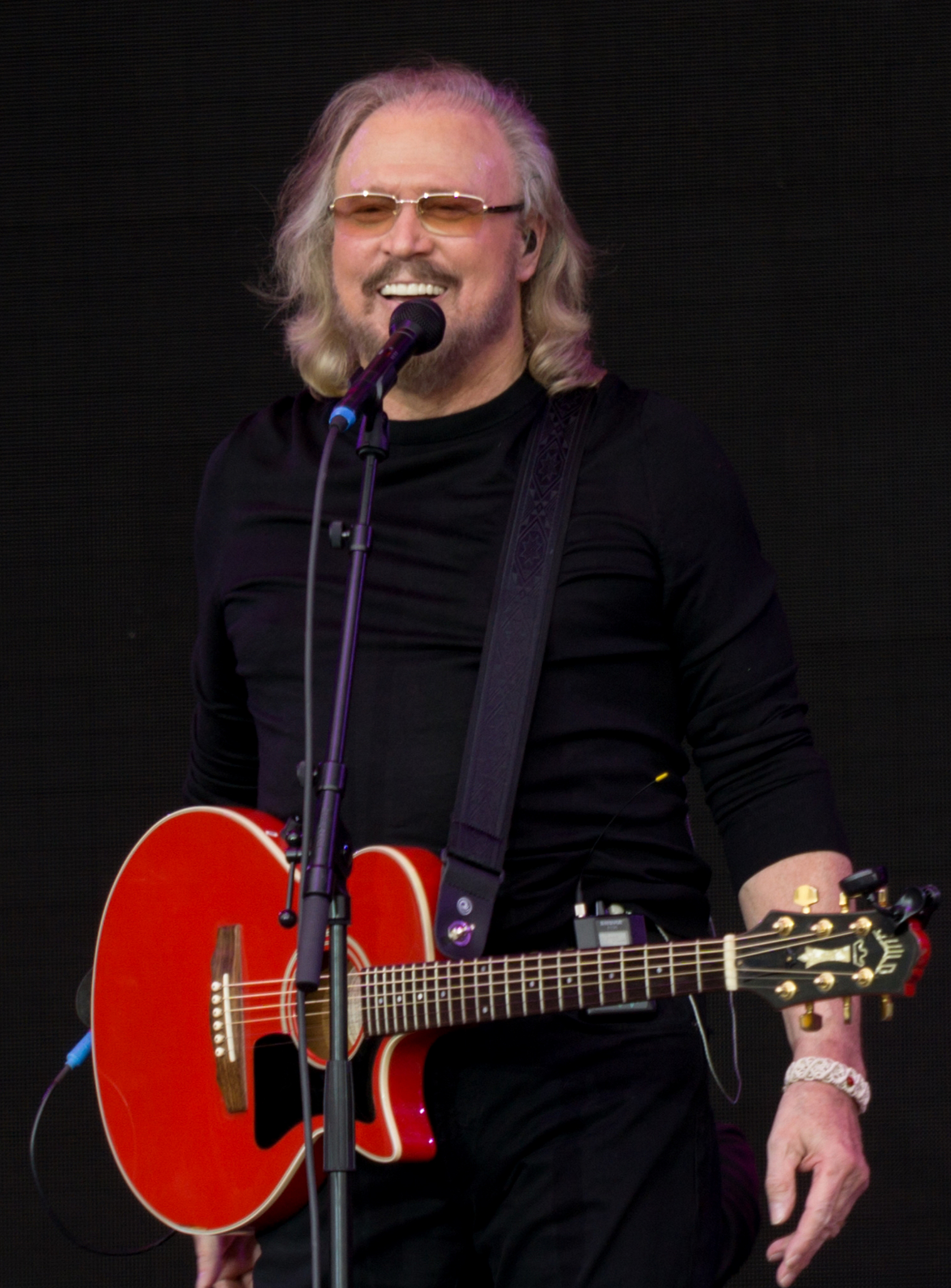
Barry Gibb nel 2017

### Solista
Album in studio
- 1984 - Now Voyager
- 2016 - In the Now
- 2021 - Greenfields

Colonne sonore
- 1988 - Hawks

Raccolte
- 2006 - The Guilty Demos
- 2006 - The Heartbreaker Demos
- 2006 - The Eyes That See in the Dark Demos
- 2006 - The Eaten Alive Demos